# Museu Nacional de la Natura i la Ciència

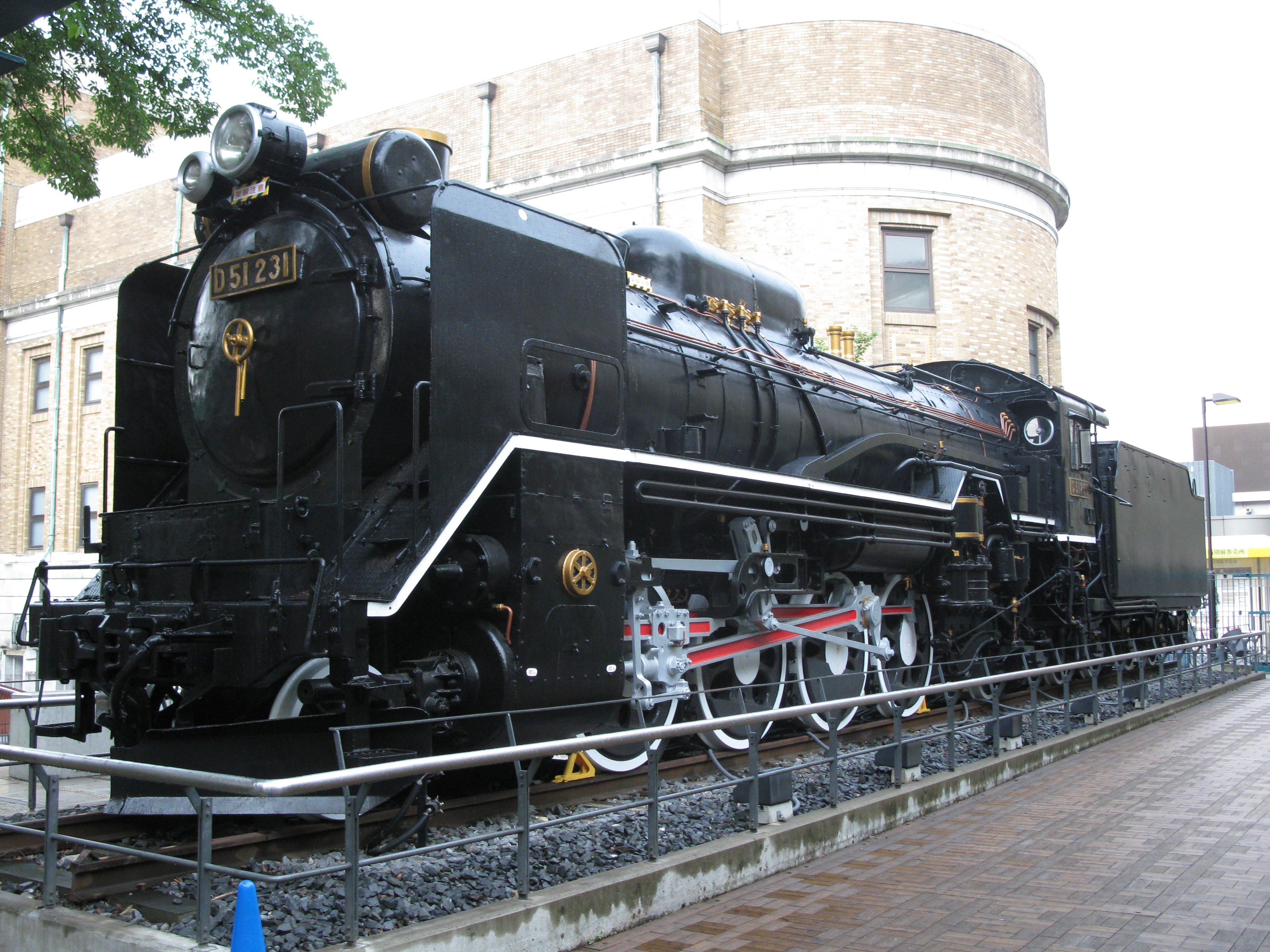
Locomotora de vapor davant del Museu Nacional de la Natura i la Ciència.

El Museu Nacional de la Natura i la Ciència (国立科学博物館, Kokuritsu Kagaku Hakubutsukan) és un museu de ciències naturals situat a la zona nord-oriental del Parc de Ueno, a Tòquio (Japó). Fou inaugurat el 1871 i ha tingut diversos noms, incloent-hi Museu del Ministeri d'Educació, Museu de Tòquio, Museu de la Ciència de Tòquio, Museu Nacional de la Ciència del Japó. Porta el seu nom actual des del 2007. Fou renovat a les dècades del 1990 i 2000. Ofereix una àmplia varietat d'exposicions d'història natural i d'experiments científics interactius.
Posseeix articles sobre la ciència durant el període pre-Meiji al Japó.

## Edificis expositius

### Nihonkan (Galeria del Japó)

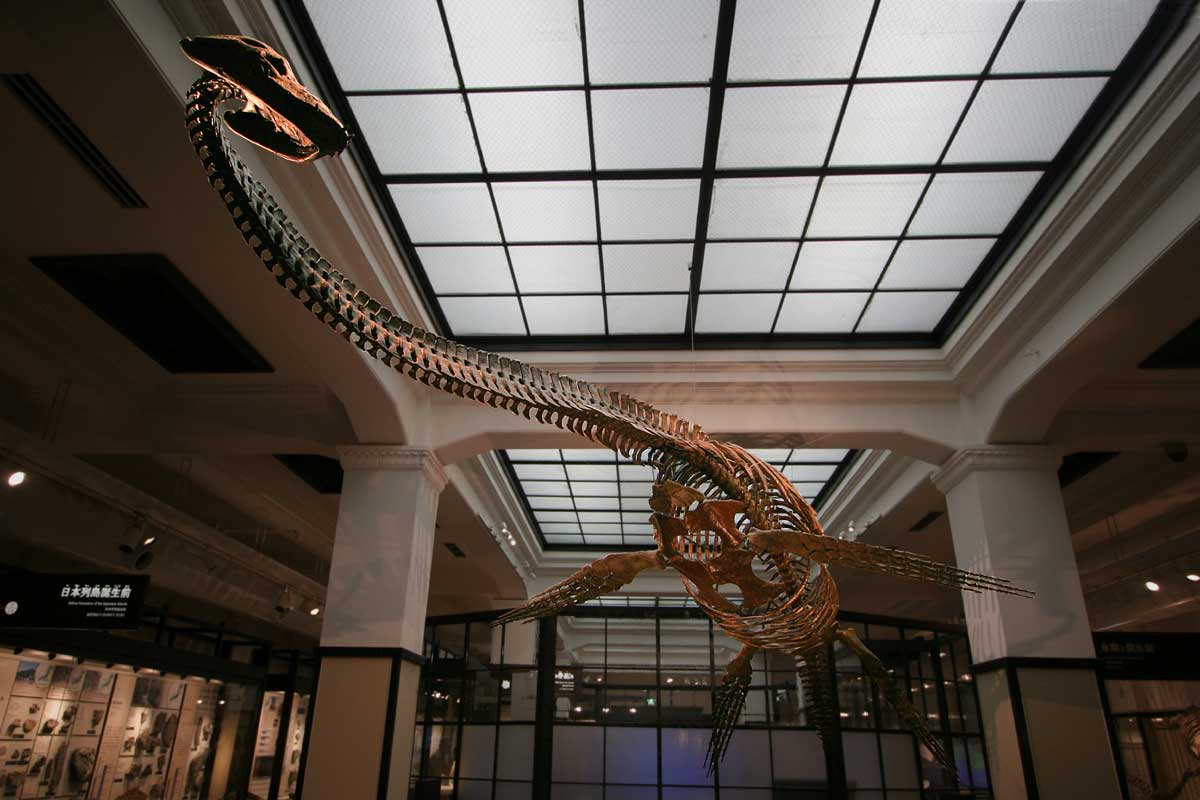
Futabasaurus suzukii
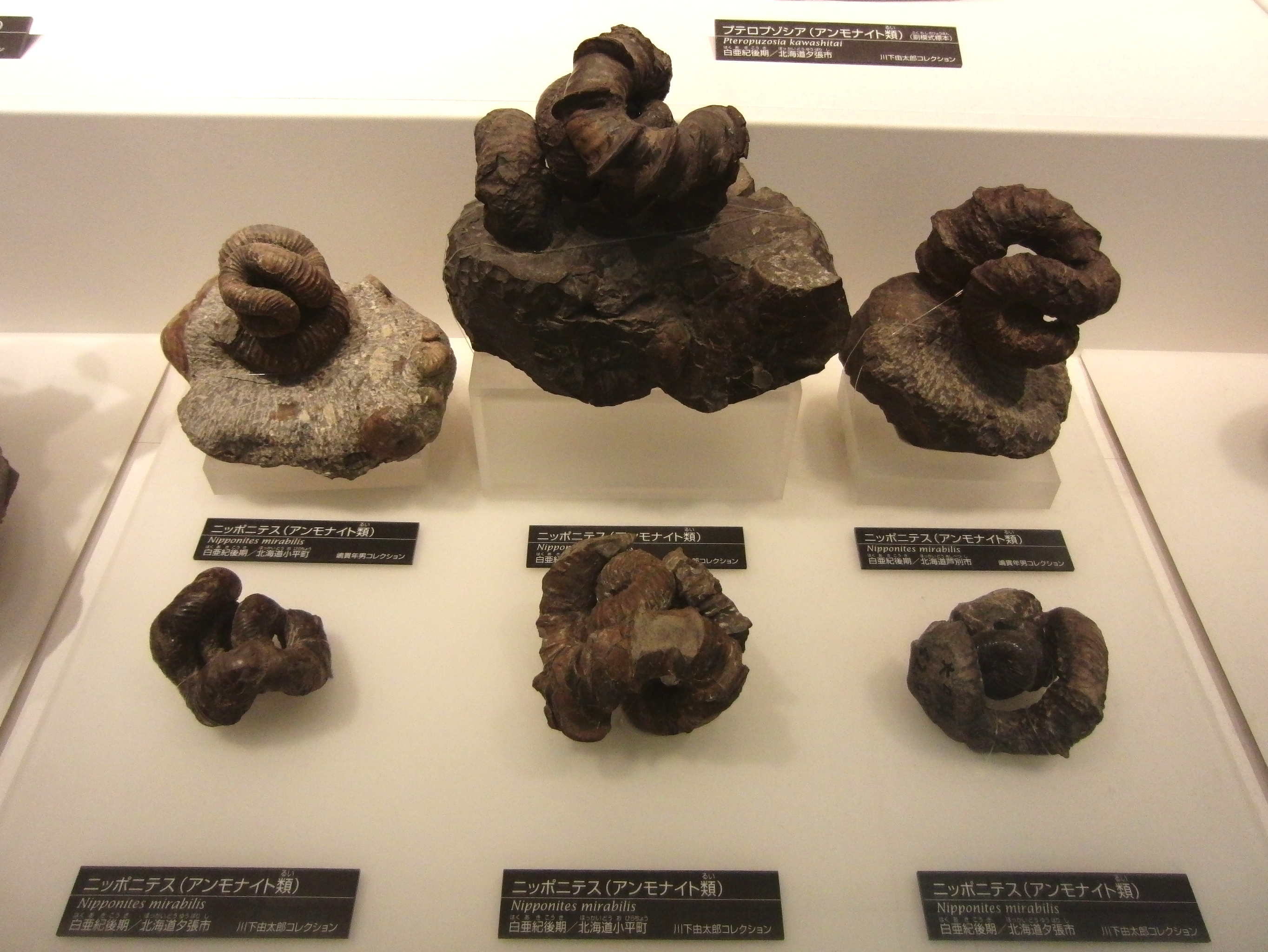
Ammonits Nipponites
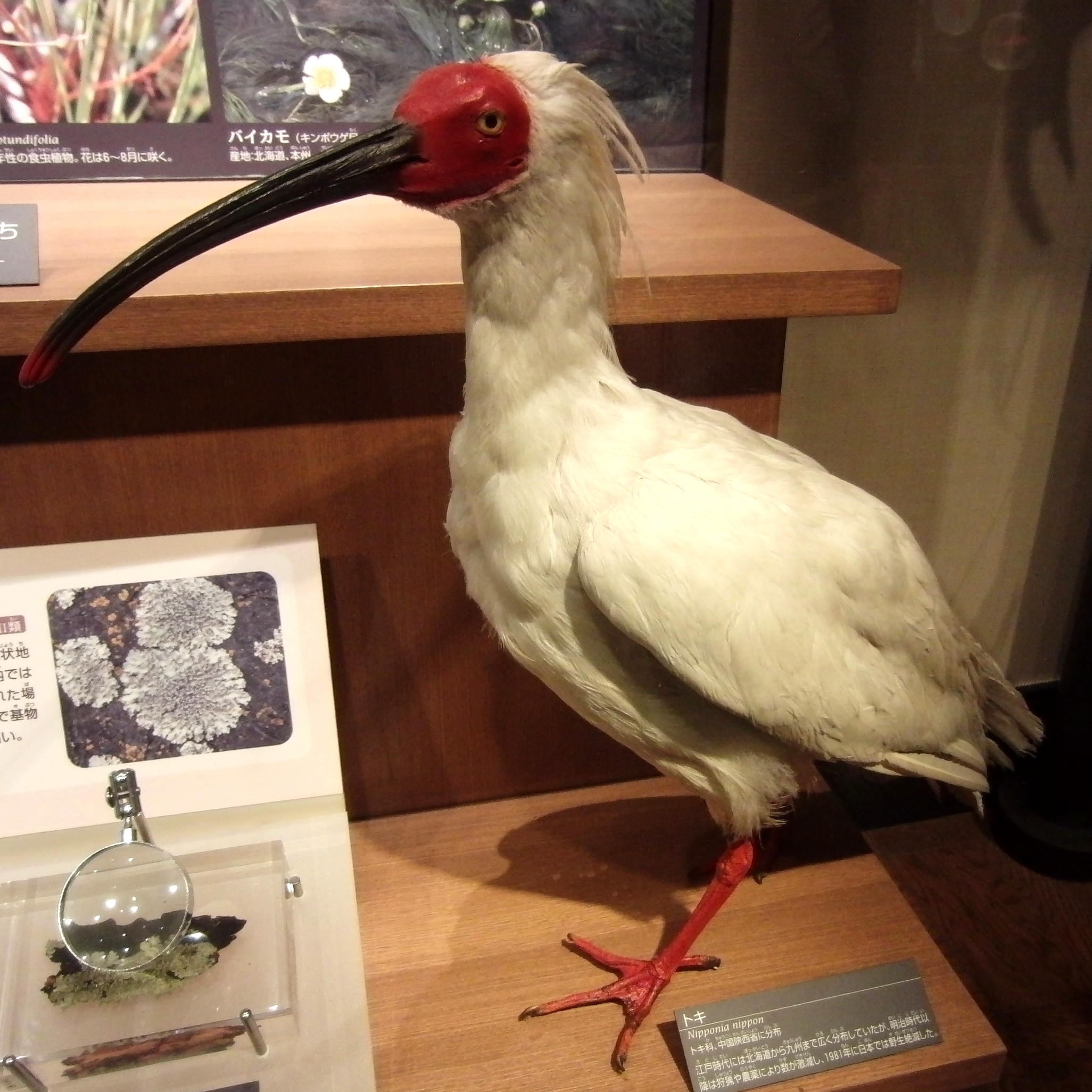
Ibis del Japó (Nipponia nippon)
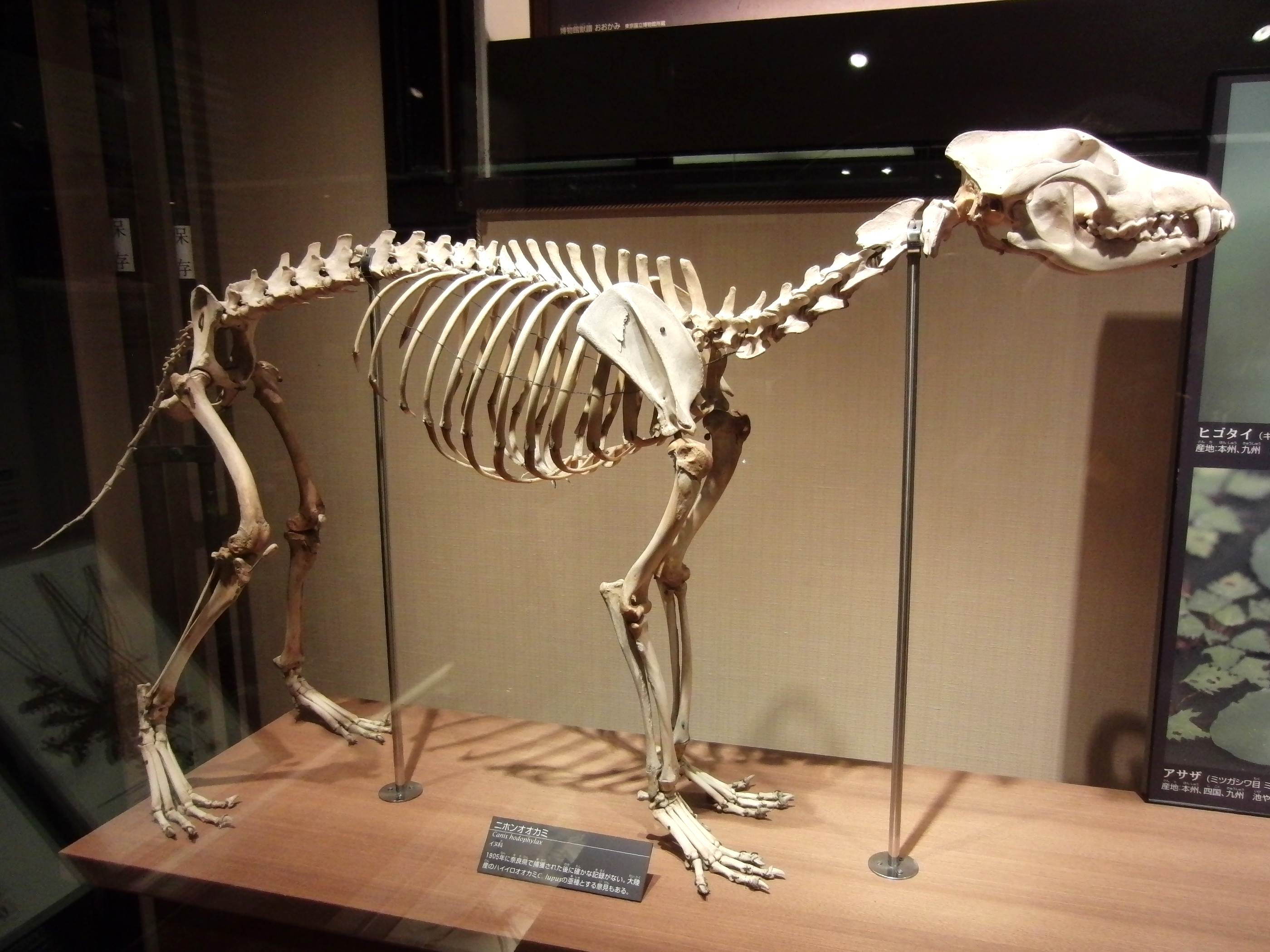
Canis lupus hodophilax
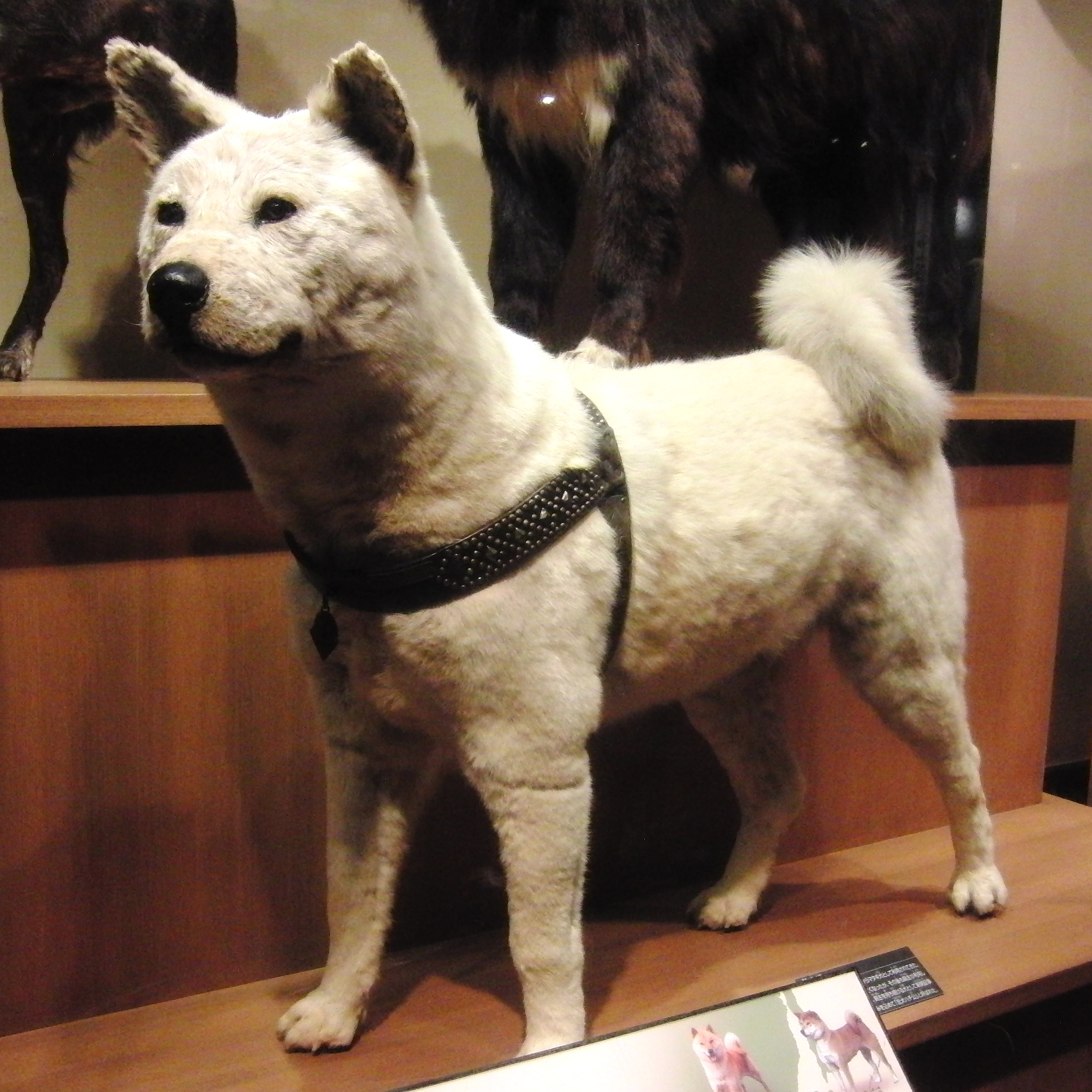
Hachikō
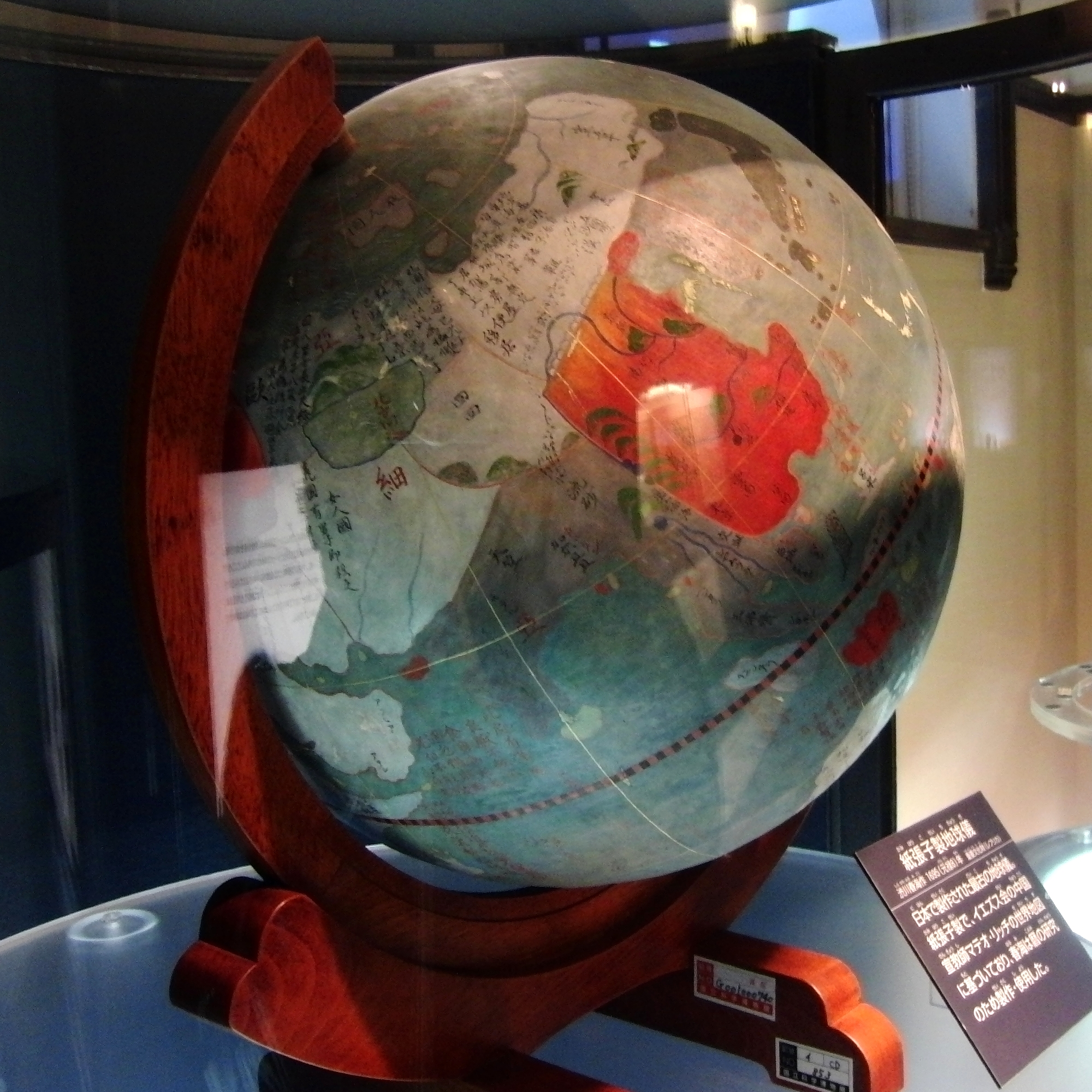
Mapamundi de paper maixé, creat per Shibukawa Shunkai el 1695
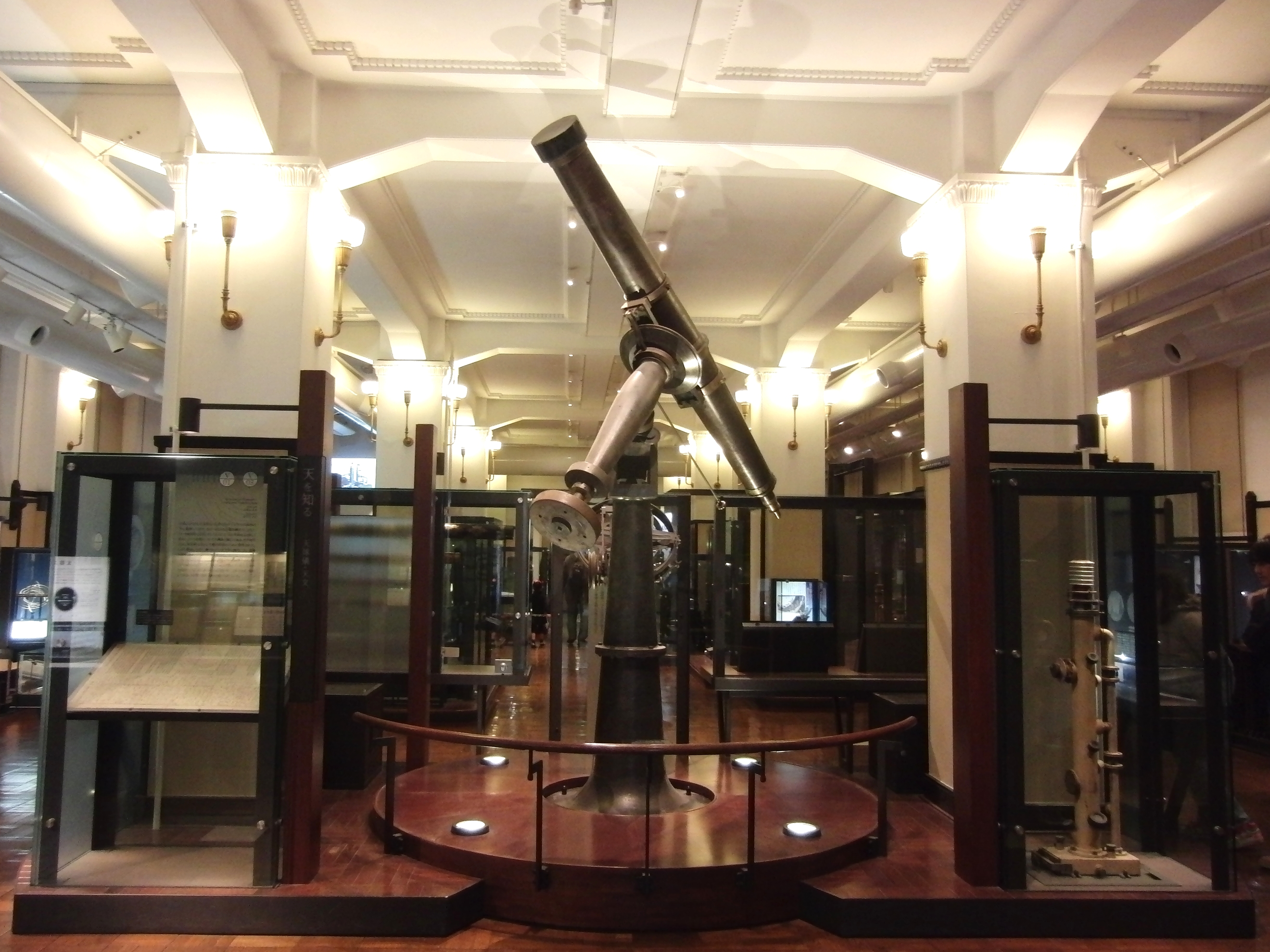
Telescopi astronòmic Troughton & Simms, segle xix
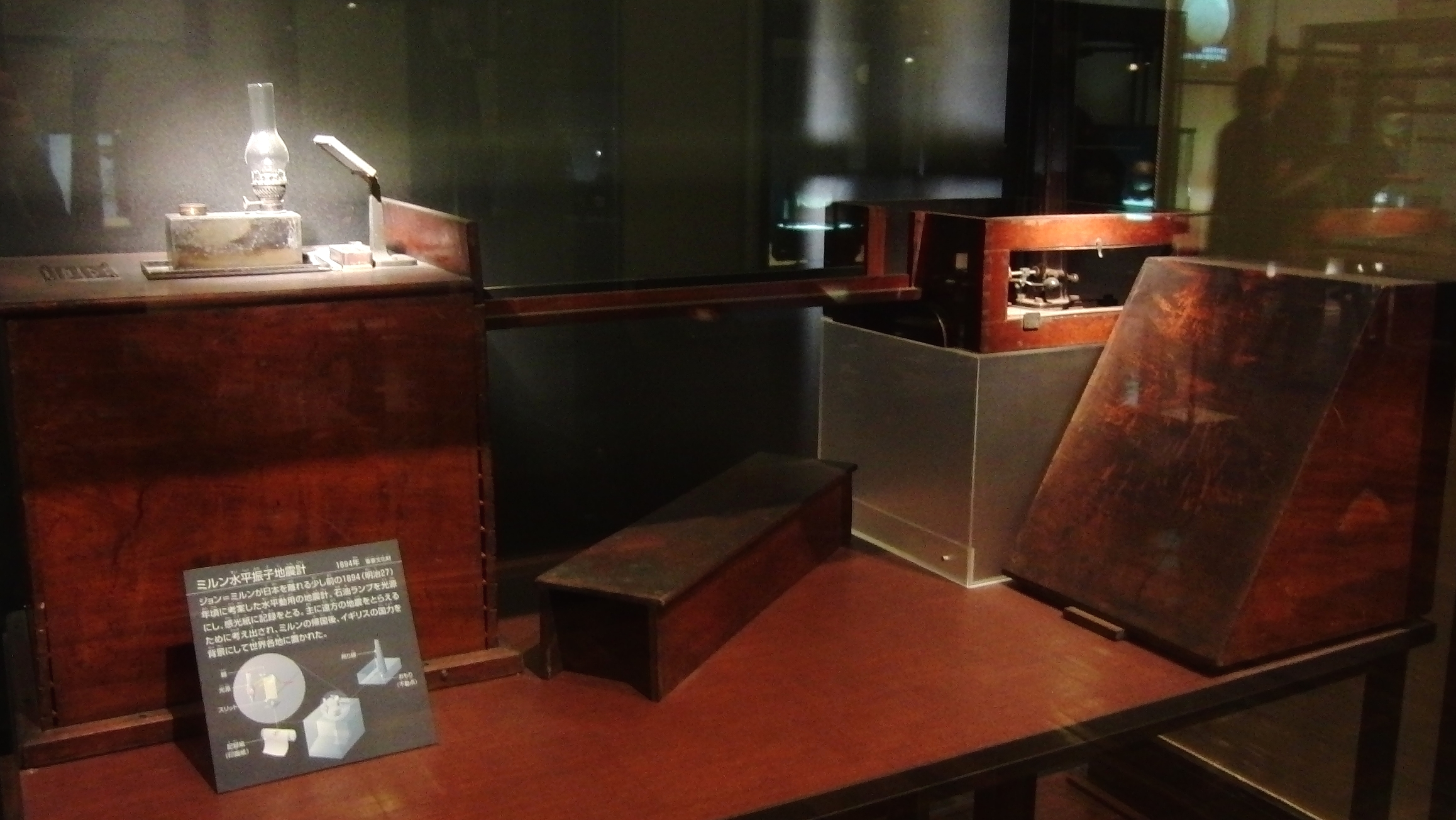
Sismògraf Milne
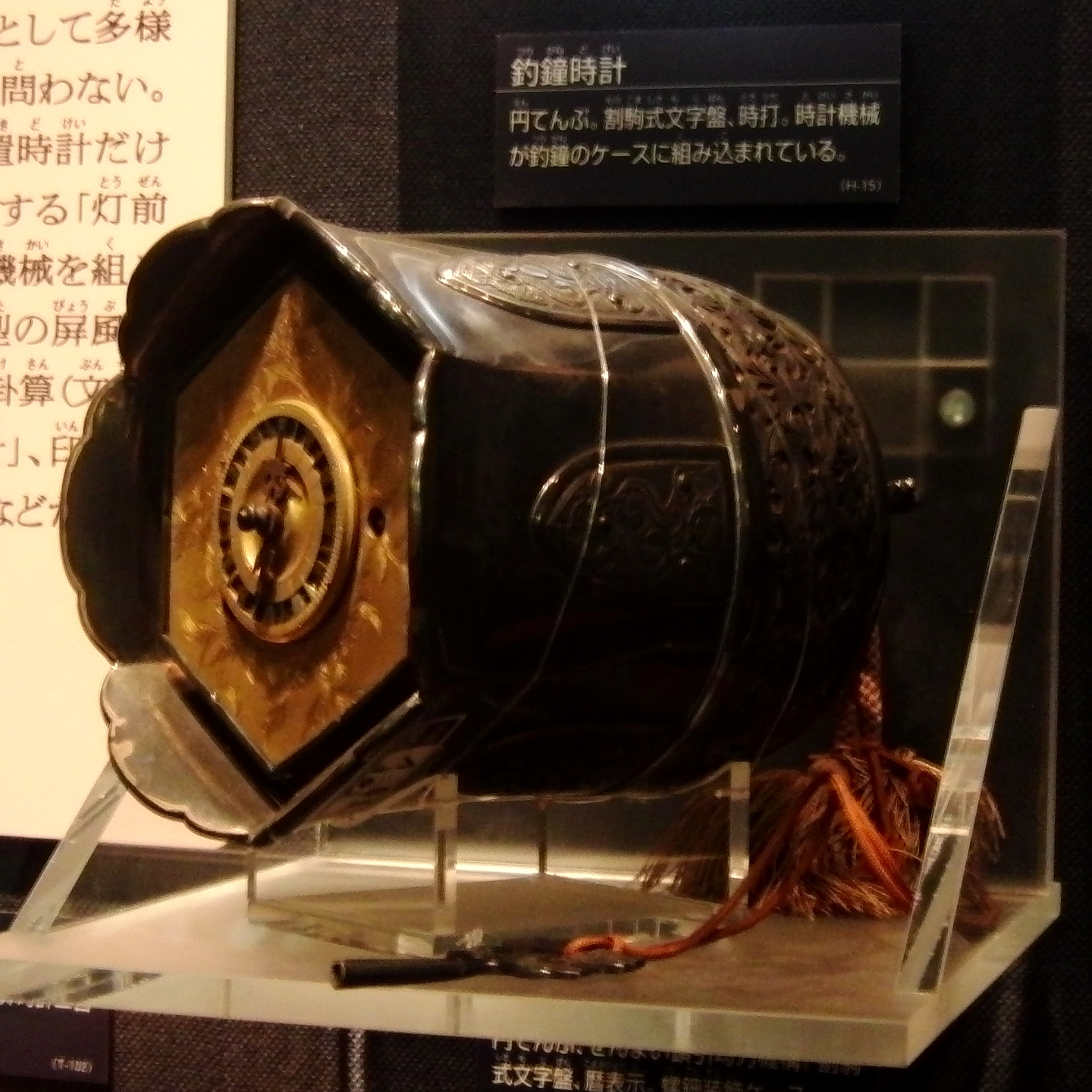
Tsurigane-dokei (rellotge de campana suspès)

### Chikyūkan (Galeria global)

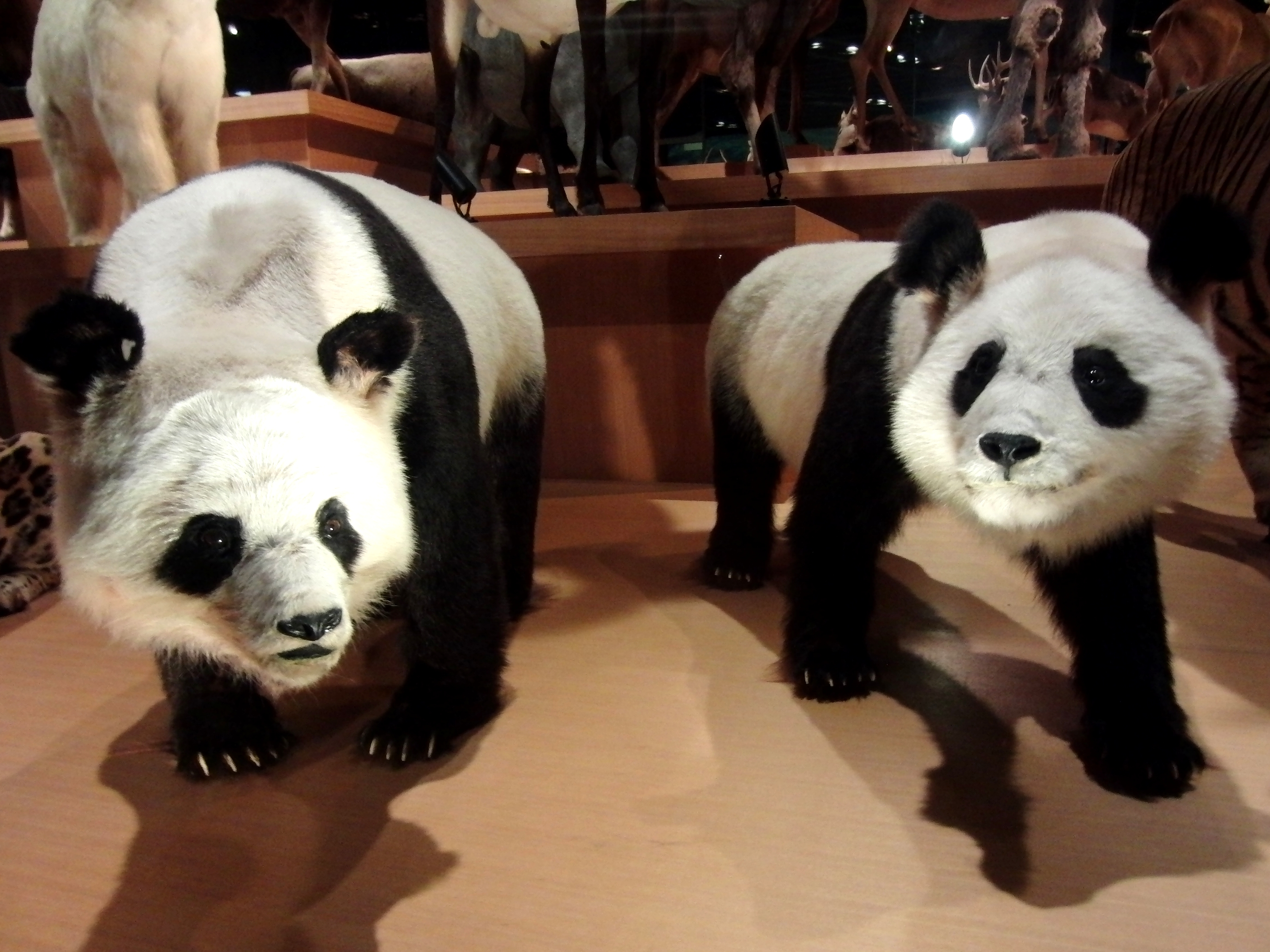
Els pandes gegants Fei Fei (a l'esquerra) i Tong Tong (a la dreta)
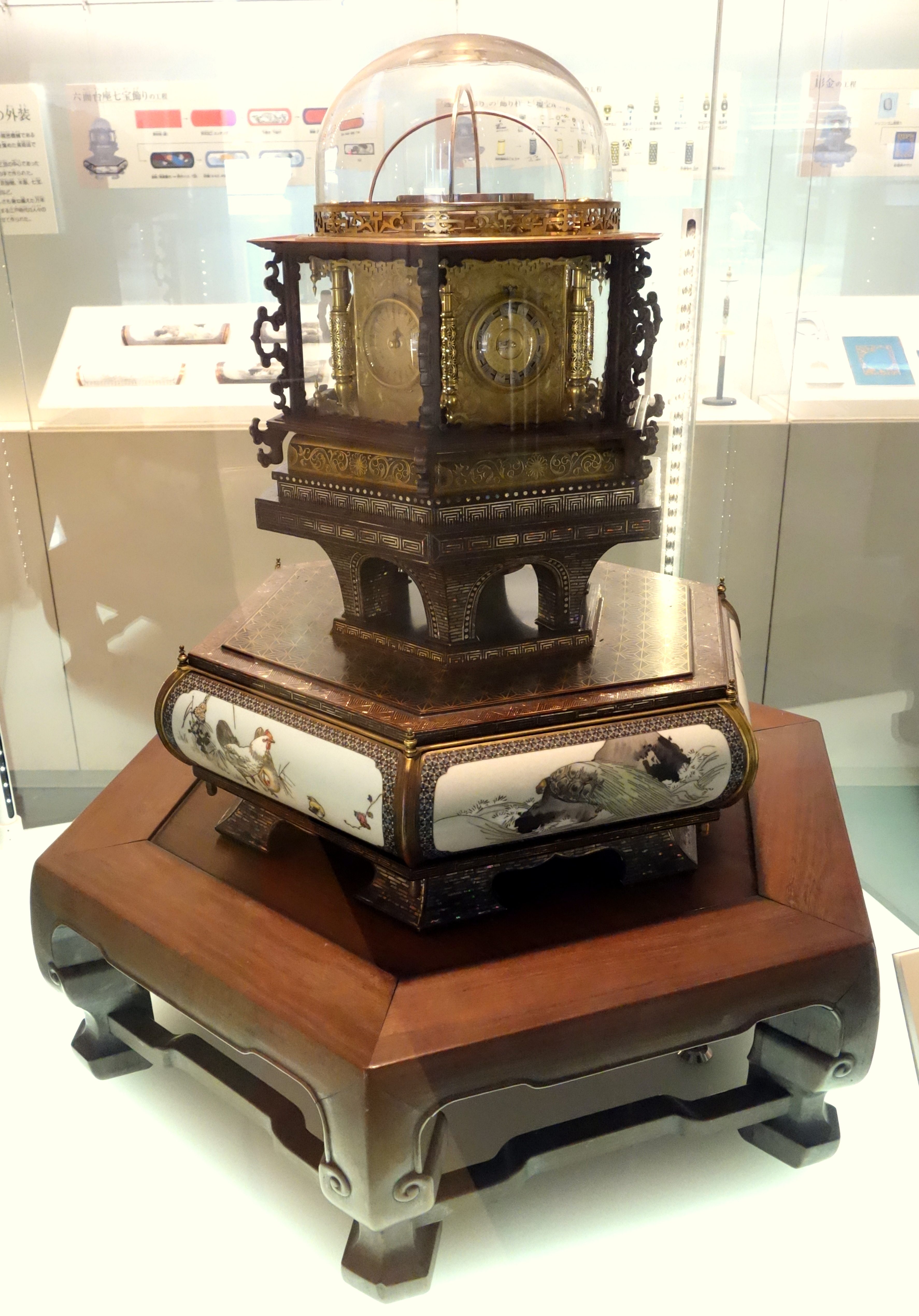
Rellotge, segle xix
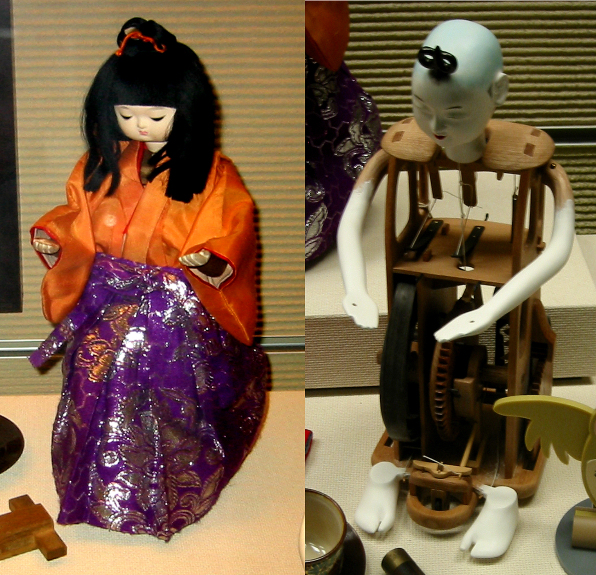
Karakuri ningyō
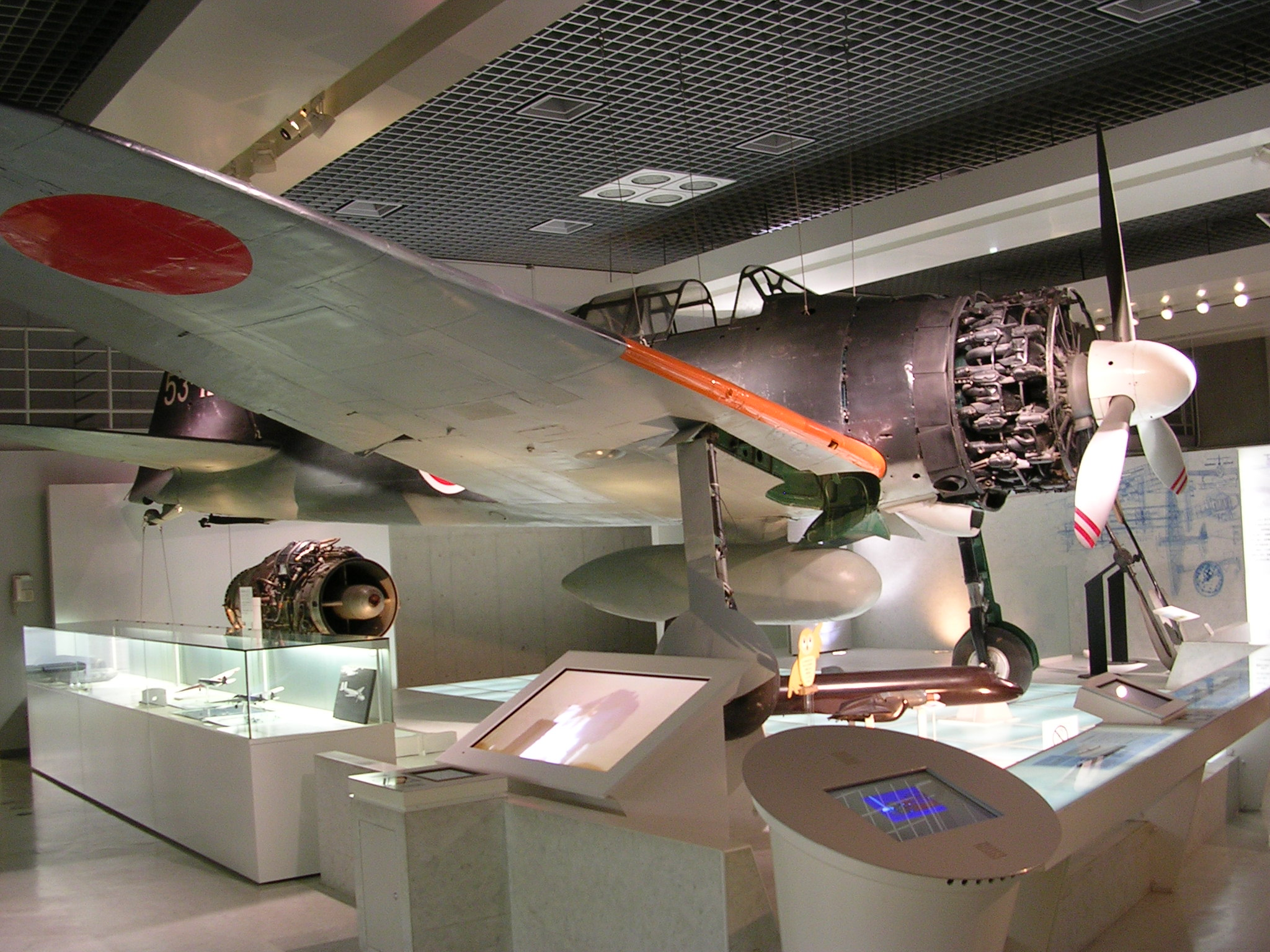
Mitsubishi A6M Zero (Zero Fighter) model 21
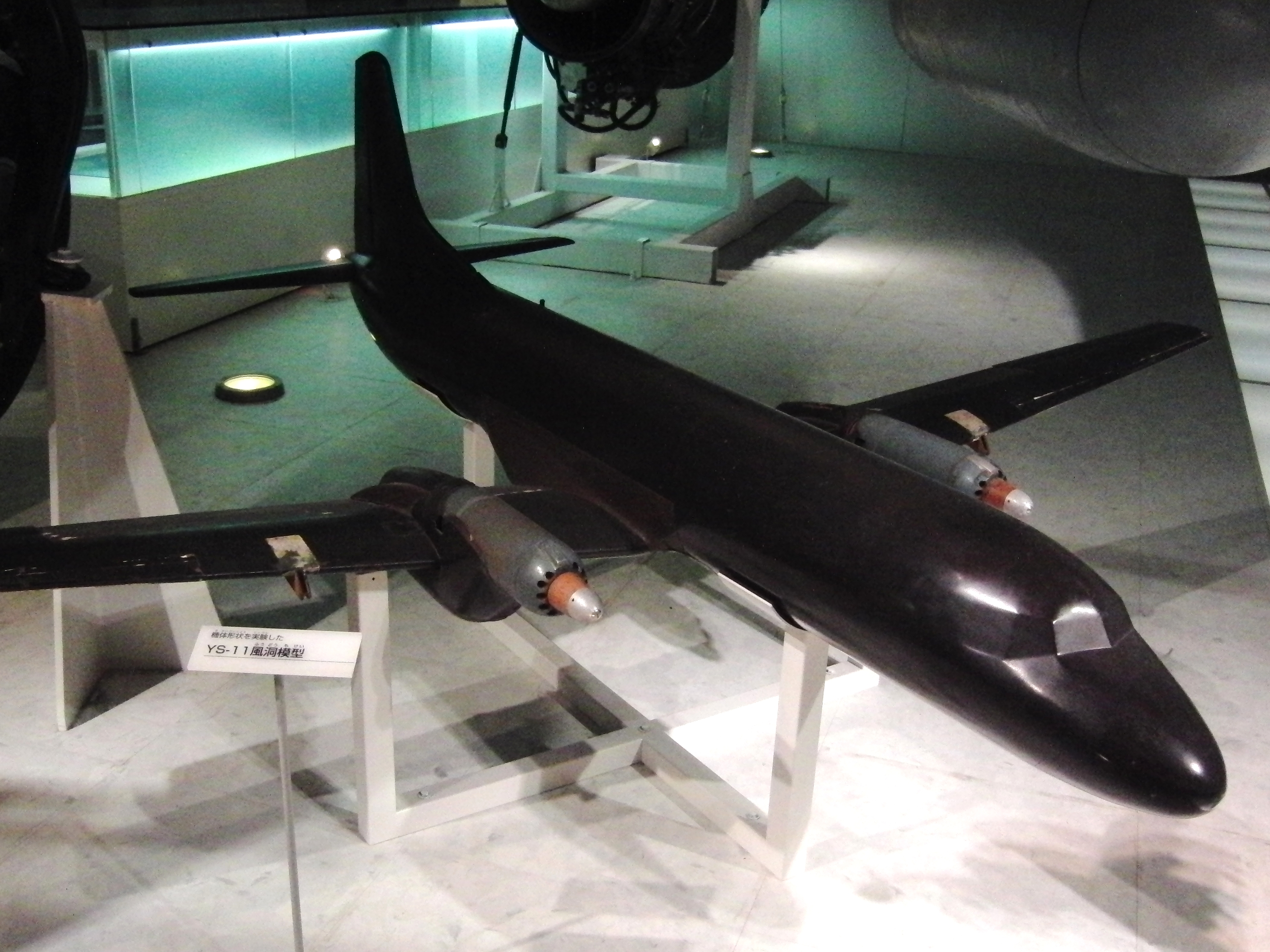
Maqueta per a túnel de vent del NAMC YS-11
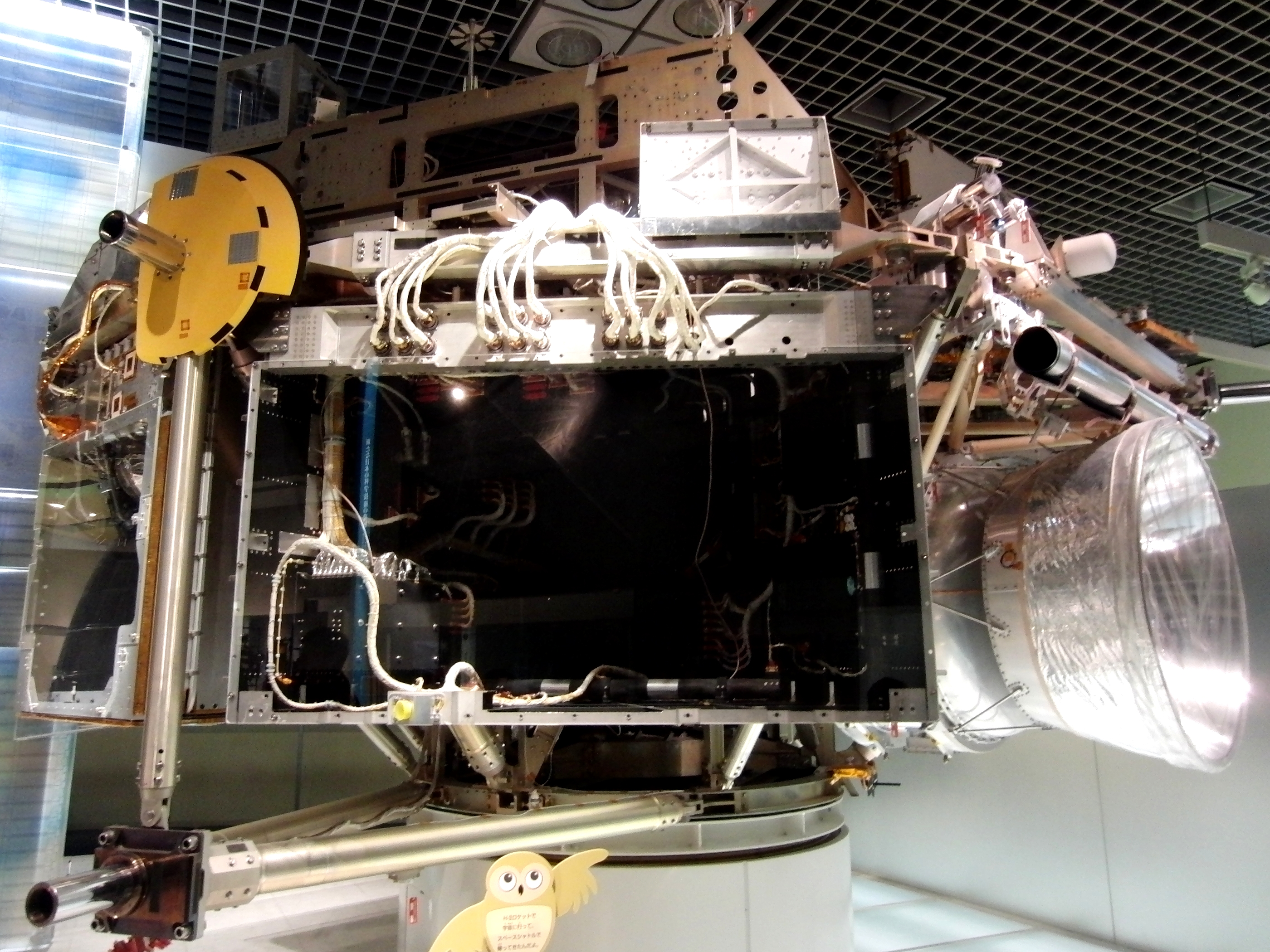
Space Flyer Unit
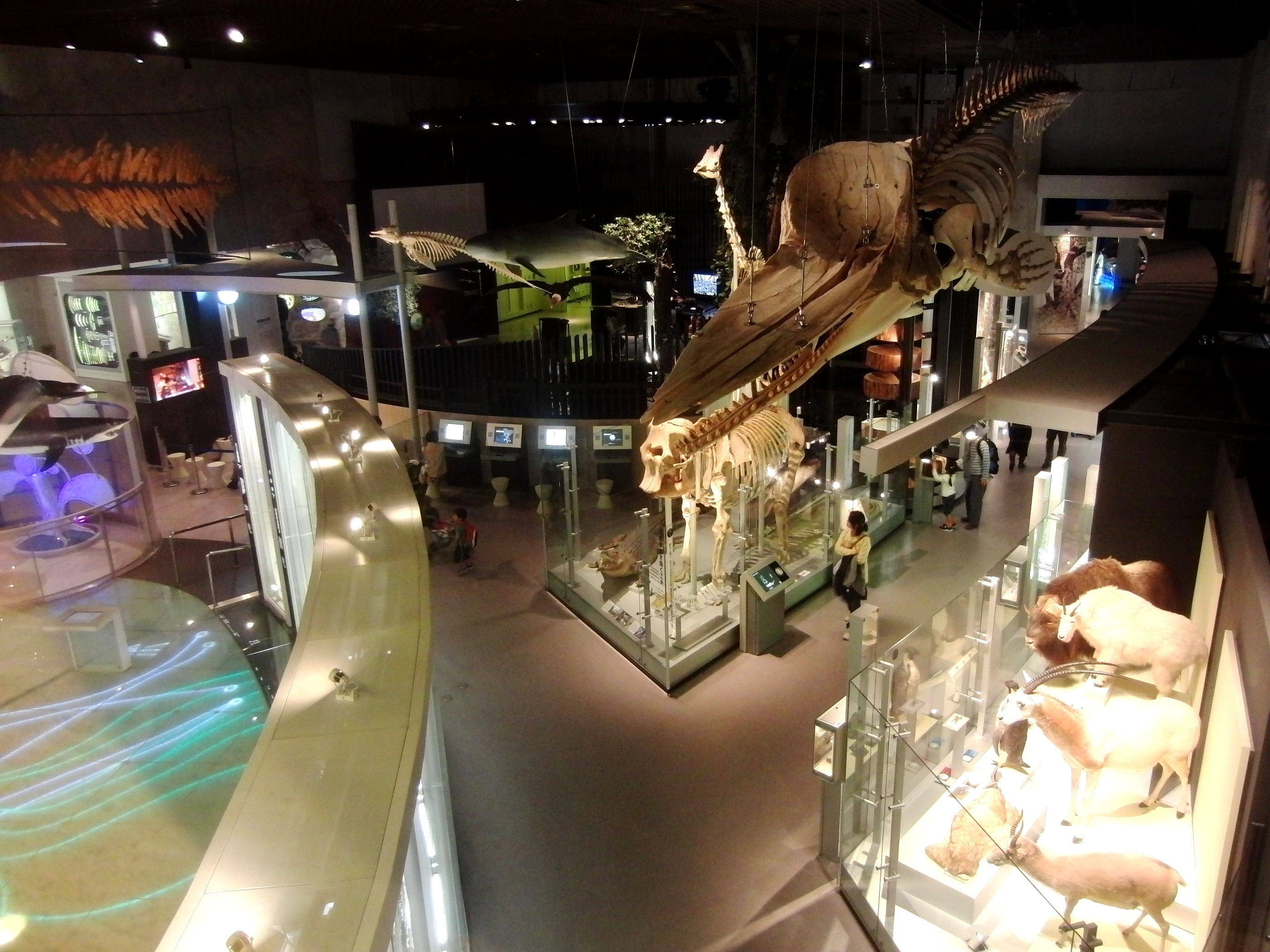
Esquelet de catxalot
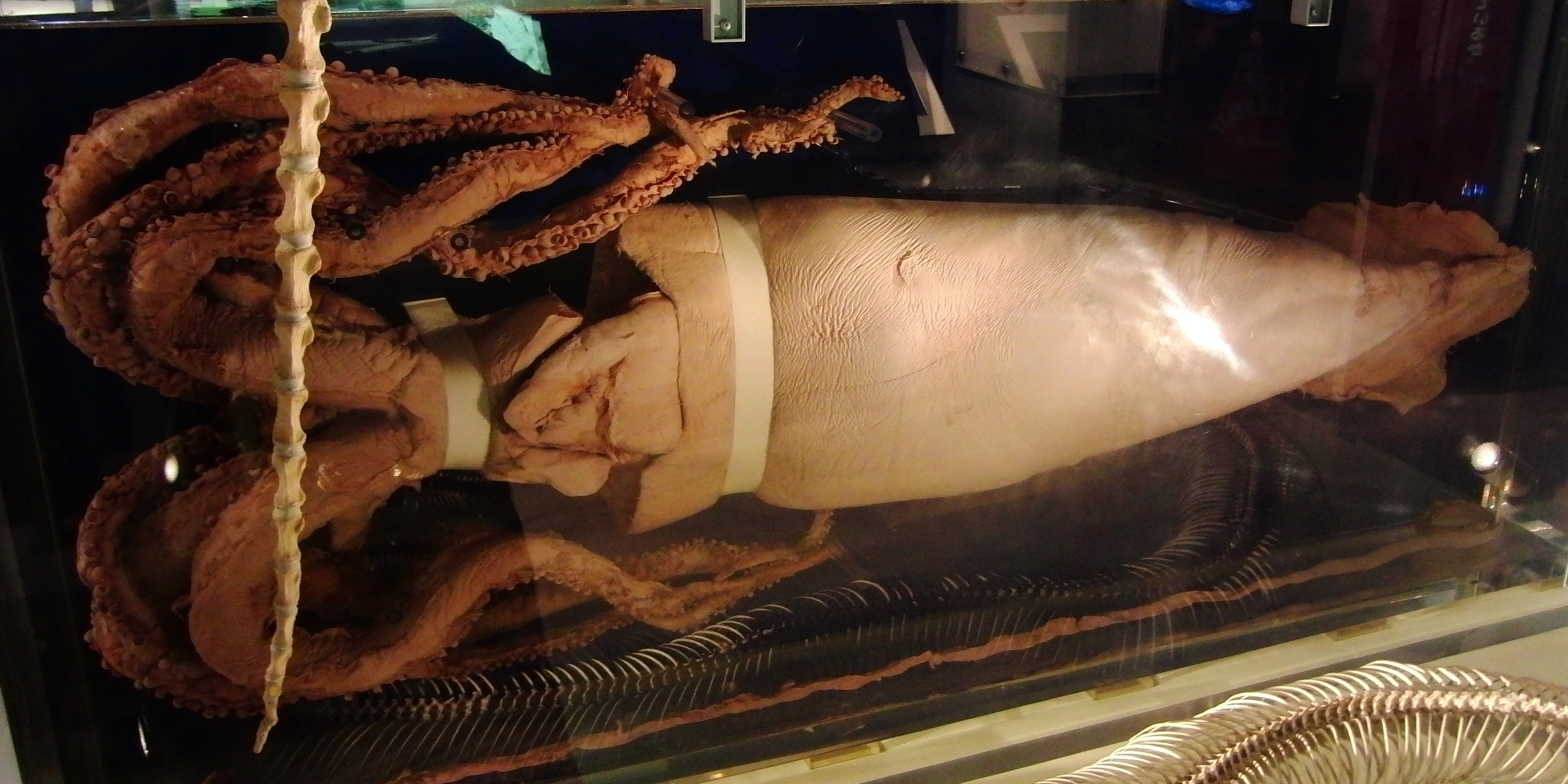
Exemplar de calamar gegant
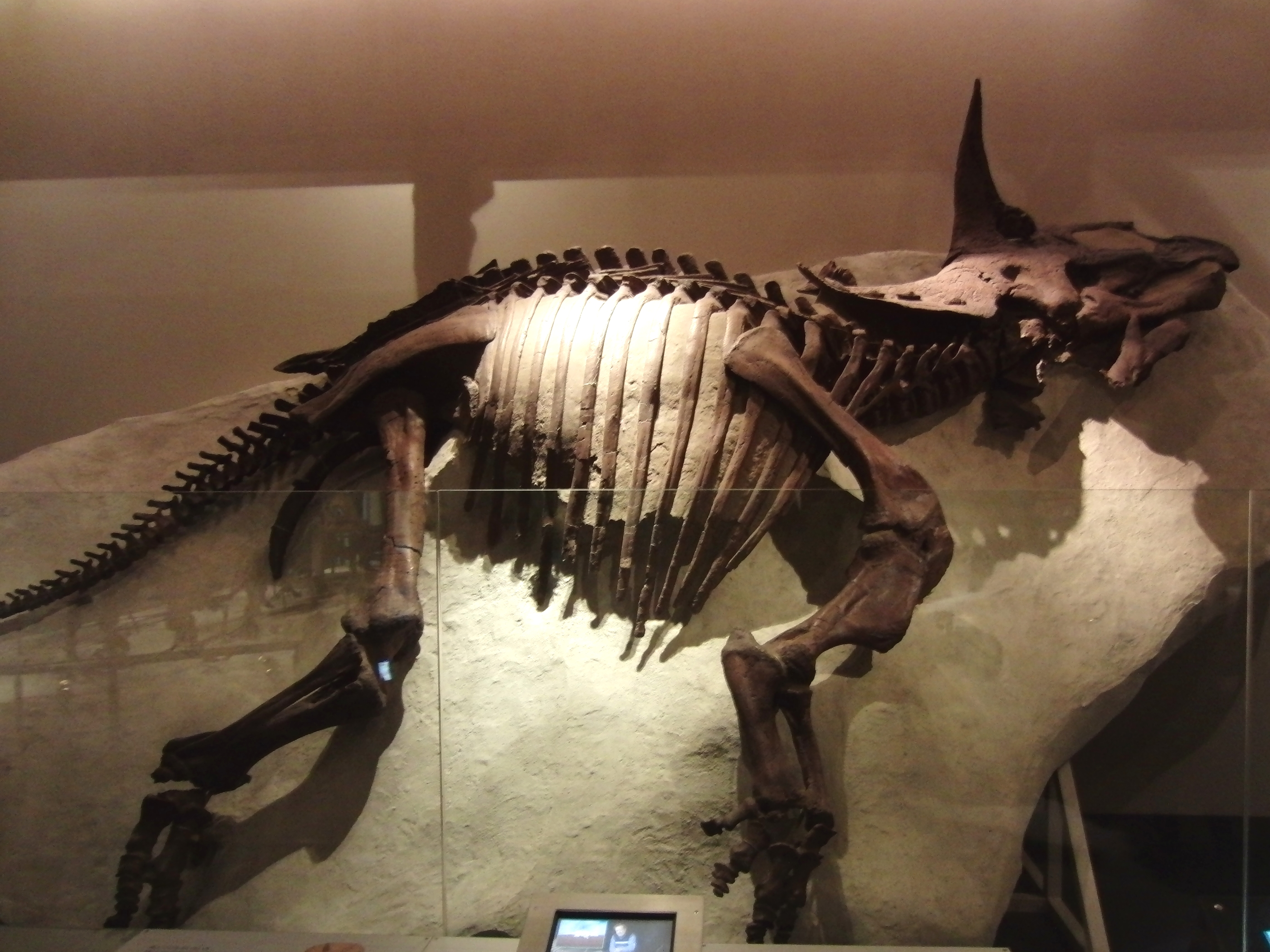
Fòssil de triceratop anomenat Raymond
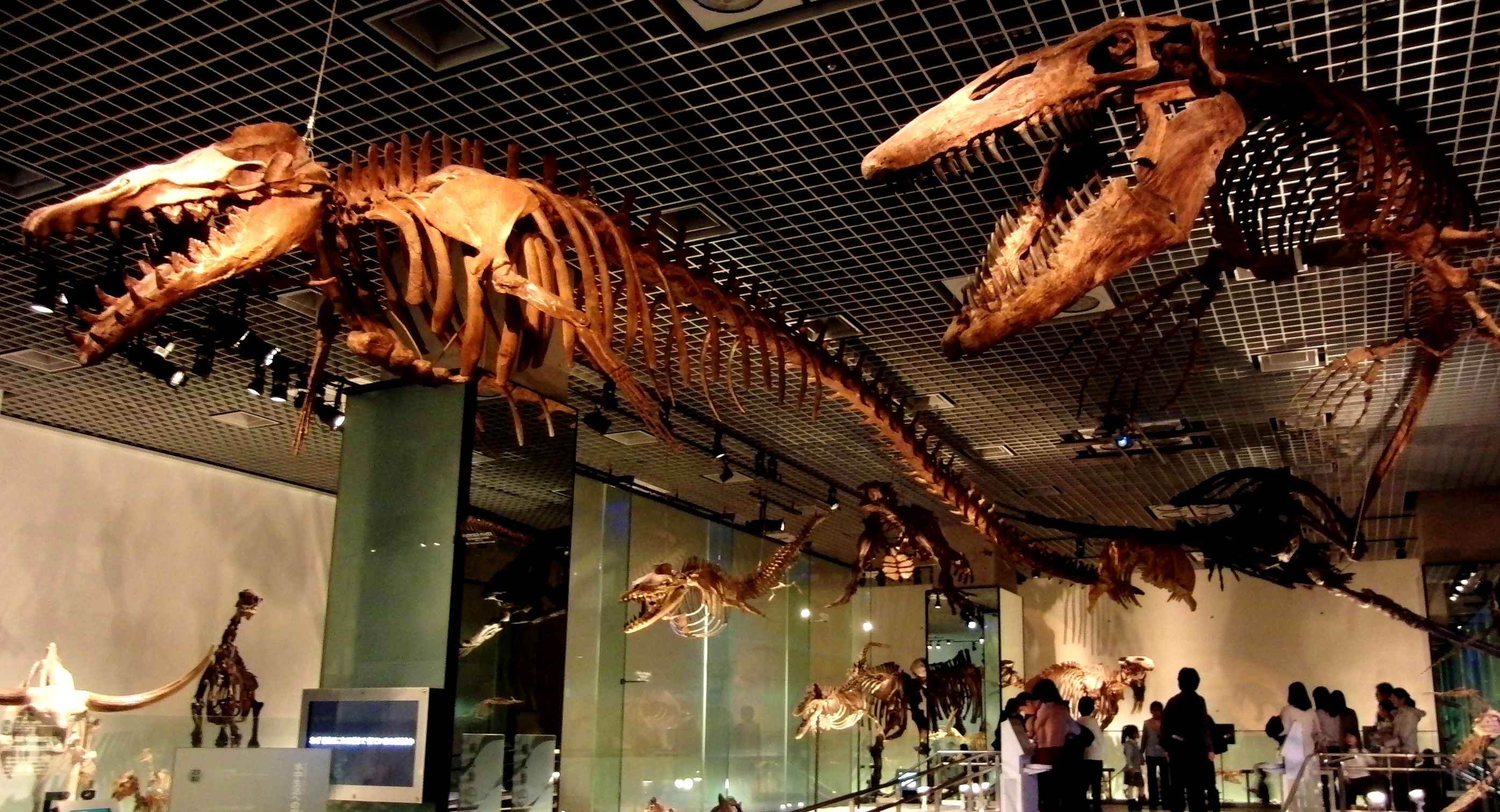
Basilosaure i tilosaure
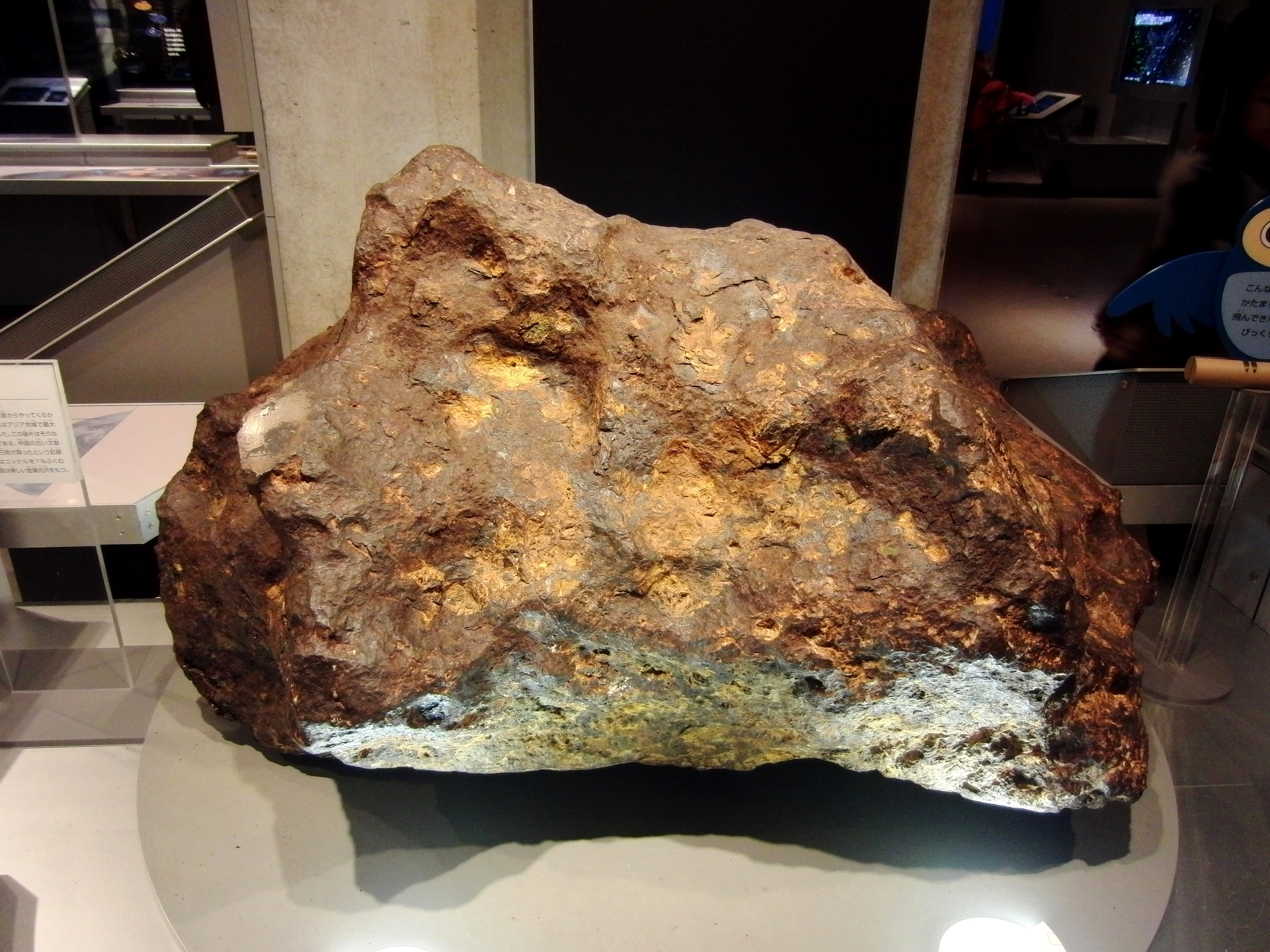
El fragment més gros del meteorit de Nantan